# Огулин (Словенія)
Огулин (словен. Ogulin) — поселення в общині Чрномель, регіон Південно-Східна Словенія, Словенія. Висота над рівнем моря: 191,3 м.